# I Found You (The Wanted)
I Found You è un singolo del gruppo musicale britannico The Wanted, pubblicato il 4 novembre 2012 come secondo estratto dal terzo album in studio Word of Mouth.

## Tracce
- CD/EP digitale[1]

1. I Found You – 3:58
2. Mad Man – 3:09
3. I Found You (Steve Pitron & Max Sanna Club Edit) – 4:40
4. I Found You (DC Breaks Remix) – 4:30